# Braye-en-Thiérache
Braye-en-Thiérache ist eine französische Gemeinde mit 133 Einwohnern (Stand 1. Januar 2022) im Département Aisne in der Region Hauts-de-France. Sie gehört zum Arrondissement Vervins, zum Kanton Vervins und zum Gemeindeverband Thiérache du Centre.
Die Gemeinde Braye-en-Thiérache liegt am Rivière Brune in der Landschaft Thiérache, acht Kilometer südöstlich von Vervins. Umgeben wird Braye-en-Thiérache von den Nachbargemeinden Harcigny im Norden und Nordosten, Nampcelles-la-Cour im Osten, Vigneux-Hocquet im Südosten, Tavaux-et-Pontséricourt und Burelles im Süden im Südwesten, Hary im Westen sowie Thenailles im Nordwesten.

## Bevölkerungsentwicklung
| Jahr                       | 1962 | 1968 | 1975 | 1982 | 1990 | 1999 | 2011 | 2021 |
| -------------------------- | ---- | ---- | ---- | ---- | ---- | ---- | ---- | ---- |
| Einwohner                  | 280  | 278  | 220  | 172  | 175  | 153  | 132  | 138  |
| Quellen: Cassini und INSEE |      |      |      |      |      |      |      |      |

## Sehenswürdigkeiten

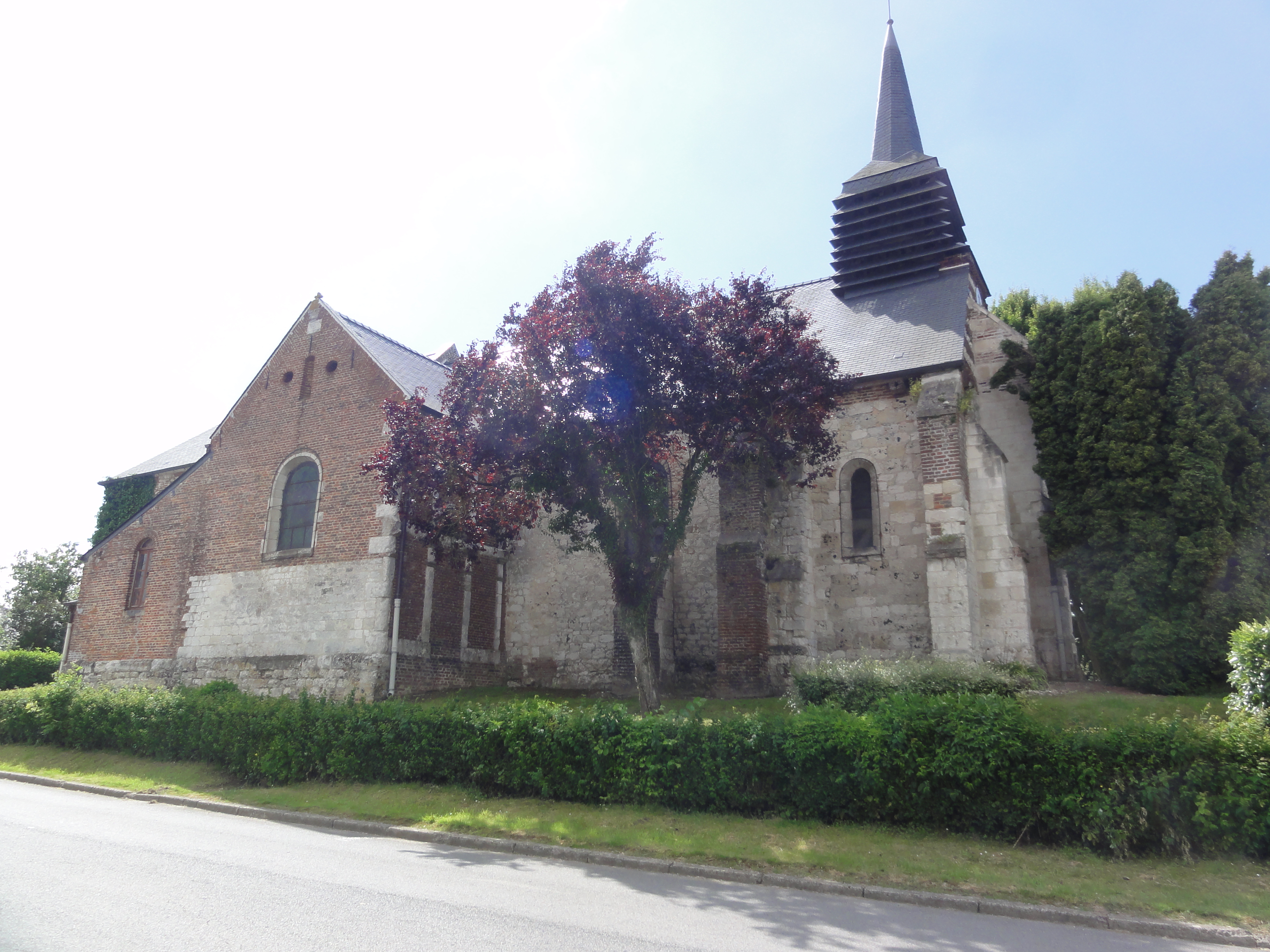
Kirche Saint-Marcellin-et-Saint-Pierre
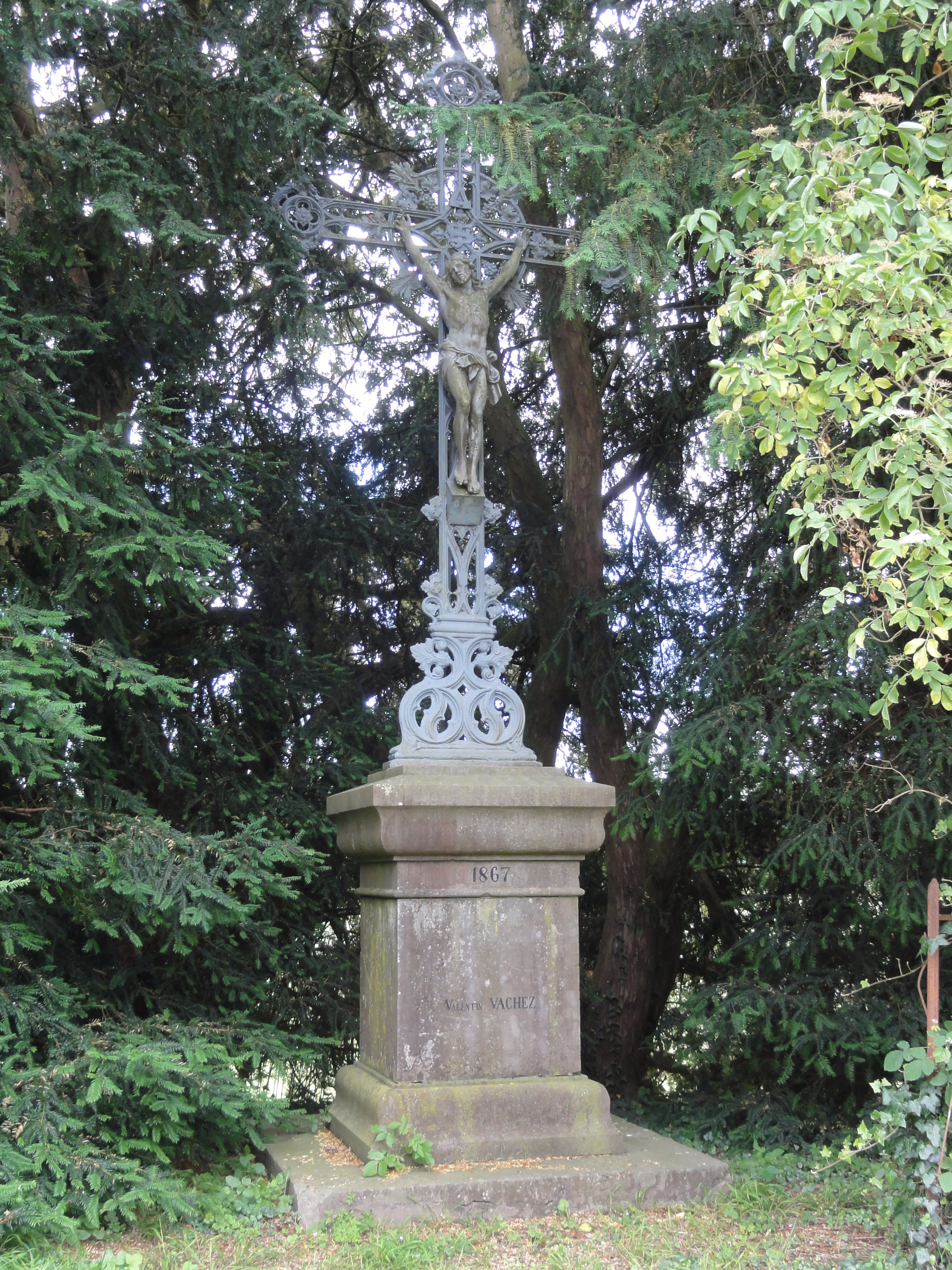
Wegkreuz
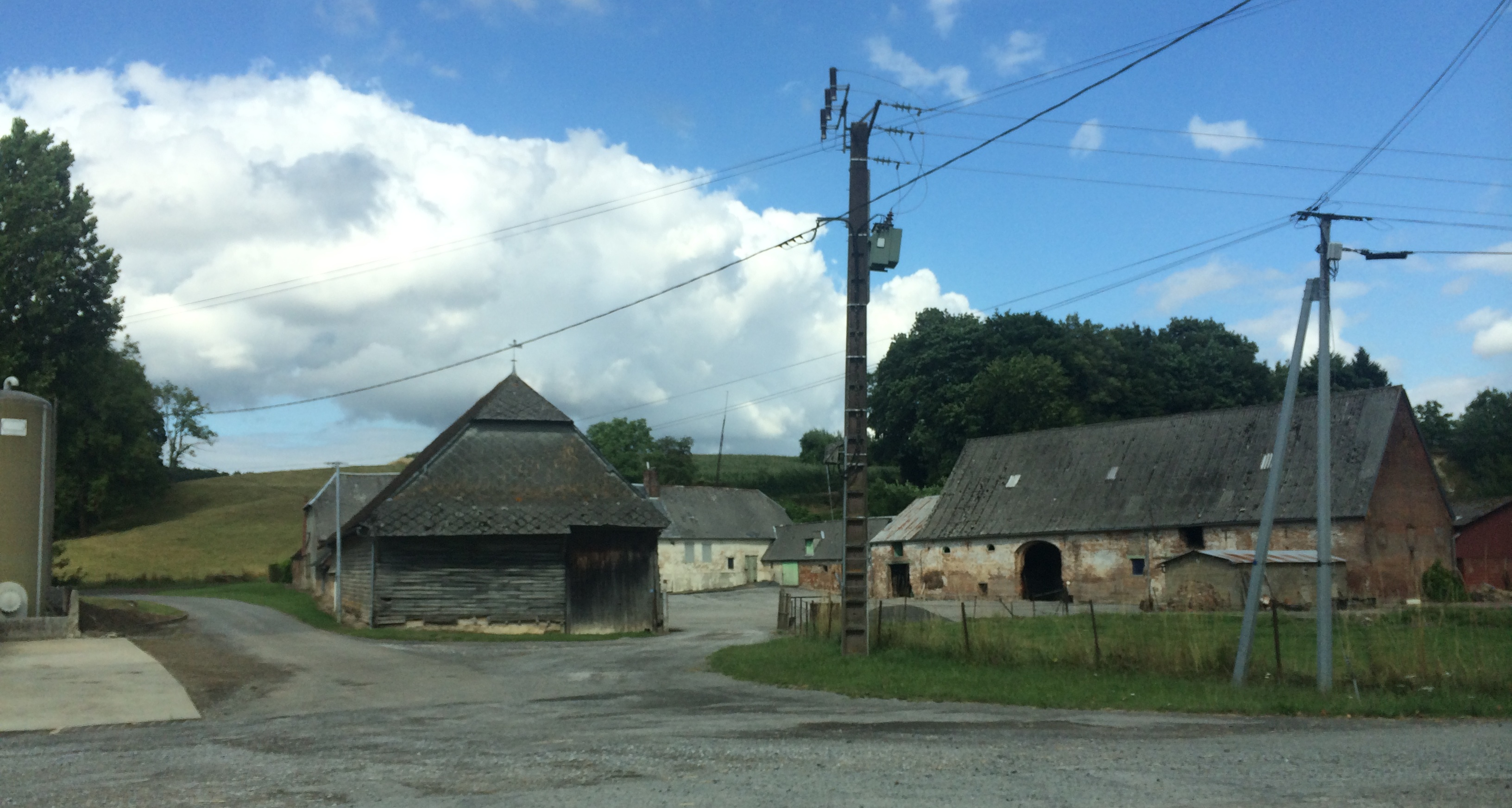
Ortsteil La Correrie
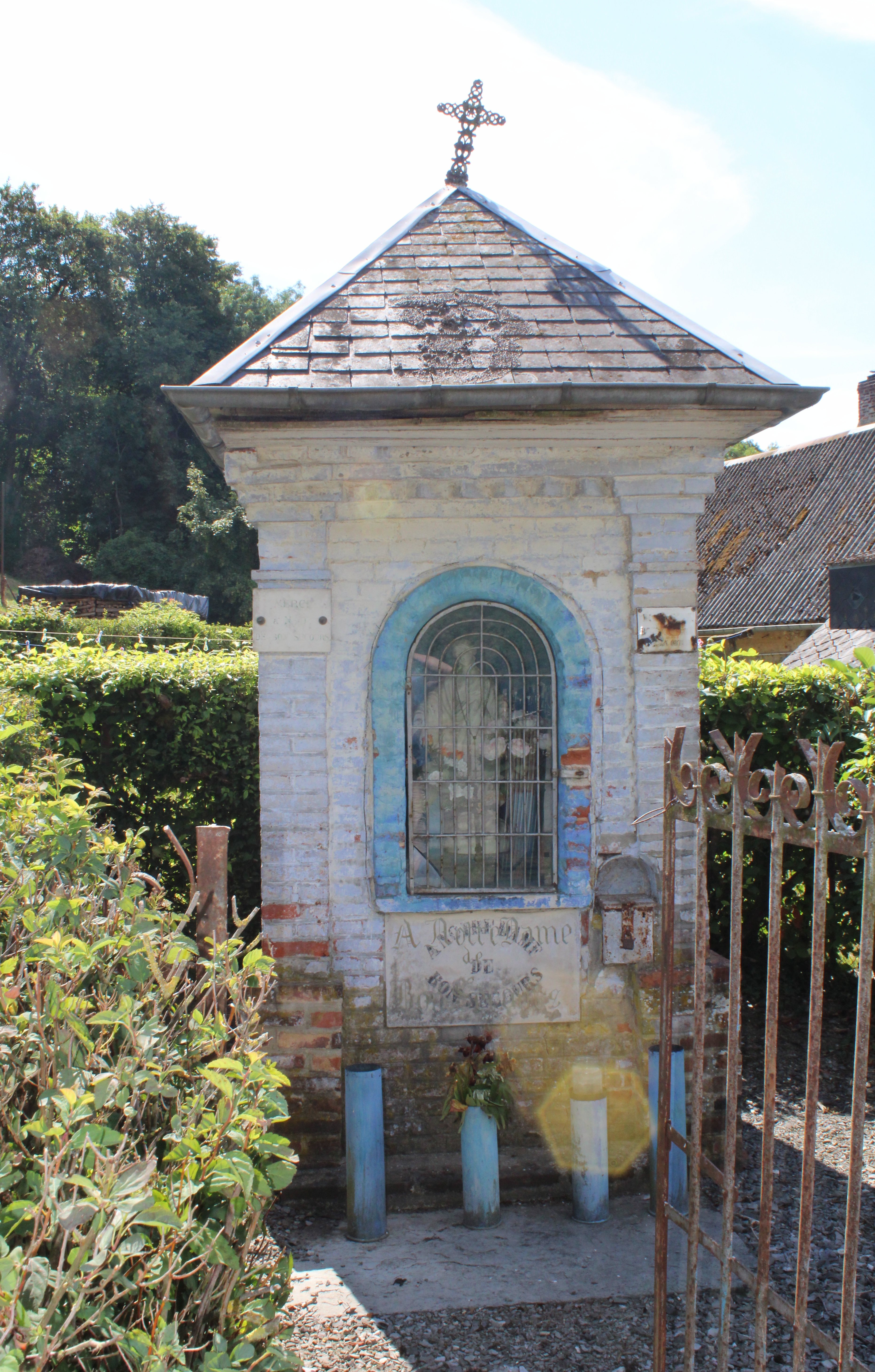
Oratorium
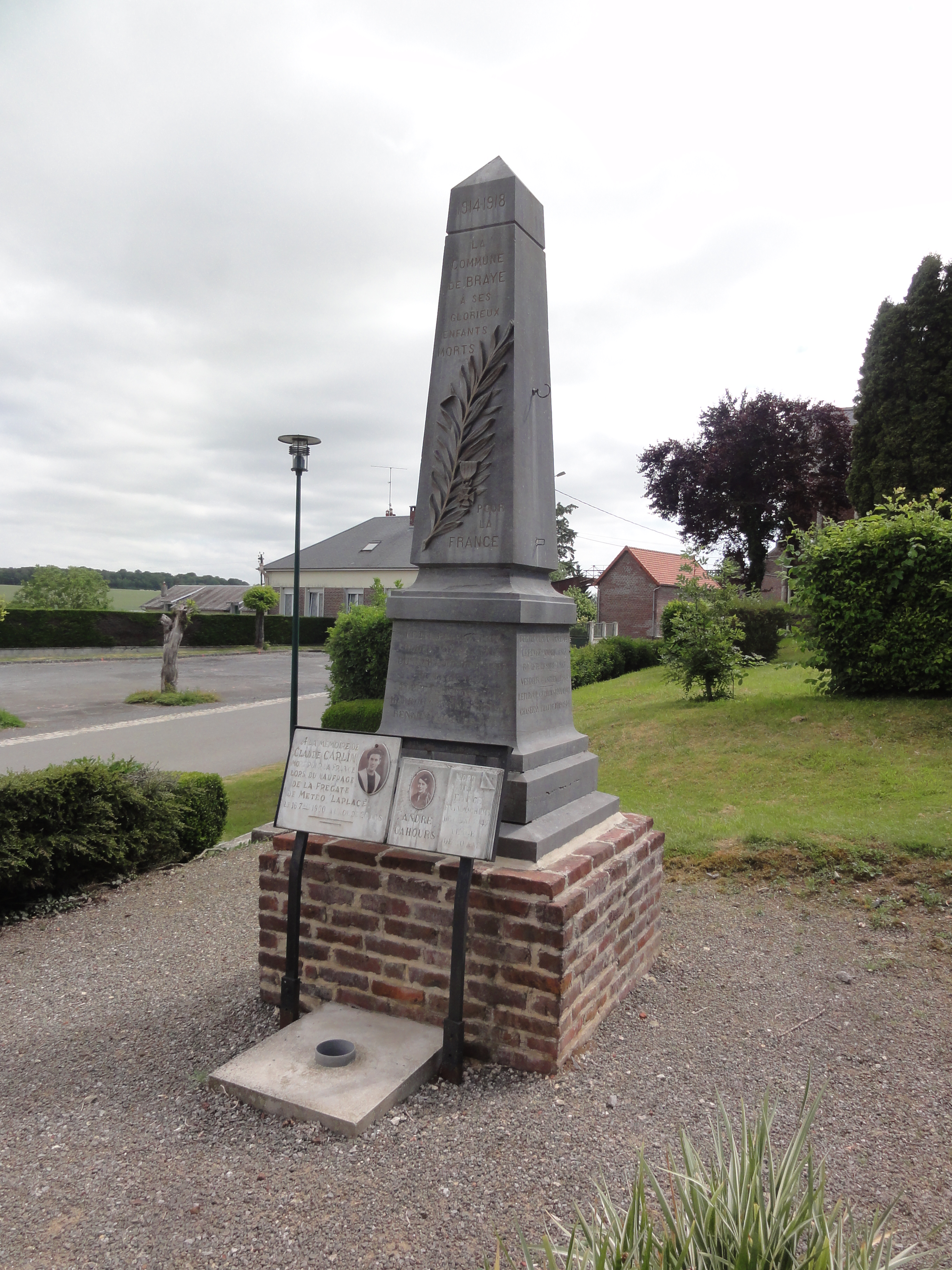
Gefallenendenkmal

- Kirche Saint-Marcellin-et-Saint-Pierre
- Wegkreuz
- Ortsteil La Correrie
- Oratorium
- Gefallenendenkmal